# Lars Conrad
Lars Conrad (ur. 1 czerwca 1976 w Berlinie Zachodnim) – niemiecki pływak specjalizujący się w stylu dowolnym, rekordzista Niemiec. Jednak największe sukcesy pływak osiągał w sztafetach. Na Igrzyskach Olimpijskich 2004 w Atenach, wspólnie z Steffenem Driesenem, Thomasem Rupprathem oraz Jensem Kruppą, zdobył srebrny medal w sztafecie 4x100 m st. zmiennym. Pływak ma w dorobku także wiele medali mistrzostw świata i Europy, zarówno na długim, jak i krótkim basenie.

## Sukcesy

### Basen 50 m
Igrzyska Olimpijskie:
- 2004 4 × 100 m st. zmiennym (razem z Steffen Driesen, Thomas Rupprath, Jens Kruppa)

Mistrzostwa Świata:
- 2001 4 × 100 m st. dowolnym (razem z Stefan Herbst, Torsten Spanneberg, Sven Lodziewski)
- 2003 4 × 200 m st. dowolnym (razem z Stefan Herbst, Christian Keller, Johannes Oesterling)

Mistrzostwa Europy:
- 1999 4 × 200 m st. dowolnym (razem z Christian Keller, Stefan Pohl, Michael Kiedel)
- 2002 4 × 100 m st. dowolnym (razem z Christian Keller, Stefan Pohl, Michael Kiedel)
- 2002 4 × 200 m st. dowolnym (razem z Christian Keller, Stefan Pohl, Michael Kiedel)
- 1997 4 × 200 m st. dowolnym (razem z Christian Keller, Stefan Pohl, Steffen Zesner)
- 1999 4 × 100 m st. dowolnym (razem z Stefan Herbst, Torsten Spanneberg, Stephan Kunzelmann)

### Basen 25 m
Mistrzostwa Świata:
- 1997 4 × 100 m st. dowolnym (razem z Christian Tröger, Alexander Lüderitz, Aimo Heilmann)
- 1997 200 m st. dowolnym

Mistrzostwa Europy:
- 1996 100 m st. dowolnym
- 1996 200 m st. dowolnym
- 1996 4 × 50 m st. zmiennym (razem z Stev Theloke, Fabian Hieronimus, Jens Kruppa)
- 1996 4 × 50 m st. dowolnym (razem z Christian Tröger, Tim Nolte, Steffen Smöllich)